# 냉포
냉포(冷苞, ? ~ ?)는 중국 후한 말의 무장이다.

## 행적
유장(劉璋)을 섬겼다.
유비(劉備)가 익주를 공격하자, 유괴(劉璝), 장임(張任), 등현(鄧賢)과 함께 유비와 싸웠으나 패하고 면죽(緜竹)으로 물러났다. 그 이후의 행적은 기록에 남아 있지 않다.

## 《삼국지연의》에서의 냉포
삼국지연의 속의 냉포는 유괴 등과 함께 낙성을 지킬 때 등현과 함께 성 밖으로 나와 유비군을 막으려 했다. 위연(魏延)이 황충(黃忠)보다 먼저 공을 세울 욕심으로 새벽녘에 냉포의 진영을 공격하러 나섰으나, 미리 대비하고 있던 냉포는 등현과 함께 위연을 궁지로 몰았다. 그러나 등현이 위연을 구하러 온 황충의 화살에 맞아 떨어지고 유비군에게 죽자, 진영에서 빠져나와 달아나다가 위연에게 붙잡혔다.
유비가 항복을 권하자, 냉포는 동료 장수들을 설득하겠다고 하고 낙성으로 돌아왔다. 이후 작전회의 때 부강(涪江)의 둑을 끊어 유비군의 진영을 잠기게 할 것을 제안하고 자신이 그 일을 맡았다. 그러나 팽양(彭羕)이 유비에게 대비하도록 일러줬기 때문에 다시 위연에게 붙잡혀 끌려갔다. 유비는 냉포가 자신의 인의를 배반했다고 꾸짖고 곧바로 처형했다. 